# パトリック・ウェイン
パトリック・ウェイン（Patrick Wayne、1939年7月15日 - ）は、アメリカ合衆国の俳優。カリフォルニア州出身。
父は俳優のジョン・ウェインで、兄のマイケル・ウェイン、弟のイーサン・ウェインも俳優である。

## 出演作品
- シンジケート／戦慄の陰謀
- ヤングガン
- 邪神復活伝説リベンジ
- 彼女のアリバイ
- Mr.早射ちマン
- ワイルド・テキサス
- 続・恐竜の島（ベン・マクブライド）
- シンドバッド虎の目大冒険（シンドバッド）
- アドベンチャー・カントリー
- エアプレーン超高層ビル激突
- 警部マクロード／コロラド大追跡
- 遥かなる子熊の森
- 謎のアトランティス
- 100万ドルの血斗
- ガトリング砲
- 一人の生存者
- グリーン・ベレー
- 復讐のガンファイター
- シャイアン
- シェナンドー河 （ジェームズ・アンダーソン）
- マクリントック
- コマンチェロ
- アラモ
- ヤング・オーナーズ
- 捜索者